# Novembrino
Novembrino  è un nome proprio di persona italiano maschile.

## Varianti
- Femminili: Novembrina[1][2]

## Origine e diffusione
Nome tradizionalmente dato ai bambini nati a novembre, allo stesso modo di altri nomi quali Ottobrino, Settembrino e Maggio.

## Onomastico
Il nome è adespota, non essendoci santi che lo abbiano portato. L'onomastico può essere festeggiato il 1º novembre per la festa di Ognissanti.